# Ана Карина
Ана Карина (фр. Anna Karina; Орхус, 22. септембар 1940 — Париз, 14. децембар 2019) била је француска глумица, редитељка и сценаристкиња данског порекла, позната као муза Жана-Лика Годара, једног од зачетника Француског Новог таласа. Најзначајније улоге у каријери остварила је у Годаровим филмовима Жена је жена (1961), Живети свој живот (1962), Мали војник (1963) и Алфавил (1965). Улога у филму Жена је жена донела јој је награду Сребрни медвед за најбољу глумицу на Филмском фестивалу у Берлину.